# Son of Sam
Son of Sam és un grup estatunidenc d'horror punk que es va crear l'any 2000 com a projecte paral·lel de Todd Youth mentre era guitarrista de Danzig. La formació inicial comptava amb membres de Samhain, Danzig i AFI. El nom del grup es va inspirar en l'assassí en sèrie David Berkowitz, conegut com «El fill de Sam».

## Història
El 1999, Glenn Danzig va convidar Todd Youth com a guitarrista per a la gira de reunió de Samhain, en substitució del guitarrista original, Pete «Damien» Marshall, que havia optat per anar de gira amb Iggy Pop. Tocar la guitarra amb Samhain va inspirar Youth a compondre un àlbum sota la influència de Samhain. Després va contactar amb Steve Zing i London May (ambdós exmembres de Samhain) que van acceptar participar en la gravació de l'àlbum. Davey Havok, el cantant d'AFI, el grup que havia telonejat la gira de reunió de Samhain, va ser convidat a escriure'n les lletres i a enregistrar les veus del disc. De seguida van gravar un àlbum de 10 cançons titulat Songs from the Earth i el van publicar amb Nitro Records el 2001. «Per a mi, fer aquest disc va ser una mena d'homenatge a Samhain. Tocar la guitarra amb Samhain a la gira de reunió va ser un honor. M'havia oblidat de quant estimo i respecto la banda», va declarar Youth. L'àlbum compta amb la guitarra i el teclat de Glenn Danzig a les cançons «Stray» i «Songs From The Earth».
El segon àlbum, Into the Night, es va gravar i publicar el 2008 amb el cantant de The Chelsea Smiles, Ian Thorne, en substitució de Davey Havok que estava ocupat amb el seu segell discogràfic Interscope Records. Todd Youth va morir el 27 d'octubre de 2018.

## Discografia
- Songs from the Earth (2001)
- Into the Night (2008)[5]